# Maksim Dadašev
Maksim Kaibchanovič Dadašev (in russo Максим Каибханович Дадашев?; Leningrado, 30 settembre 1990 – Cheverly, 23 luglio 2019) è stato un pugile russo.
Di discendenze lezgini, ha combattuto nei pesi superleggeri partecipando anche ai primi Giochi europei del 2015.

## Carriera
Allenato dall'ex pugile Buddy McGirt, Dadašev ha vinto i suoi primi 13 incontri professionali. Al suo debutto professionale nell'aprile 2016 vinse con un knockout contro l'avversario Darin Hampton e nel giugno 2018 vinse il titolo vacante del North American Boxing Federation contro Darleys Pérez, difendendo tale titolo anche nell'ottobre successivo contro l'ex campione di pesi leggeri Antonio DeMarco.
Il 19 luglio 2019 Dadašev prese parte a un evento di alto livello trasmesso da ESPN al MGM National Harbor di Oxon Hill, nel Maryland. L'incontro era stato promosso per la conquista del titolo mondiale dell'International Boxing Federation e durante il combattimento Dadašev ricevette numerosi colpi violenti allo stomaco e in volto dallo sfidante Subirel Matìas. Il suo allenatore McGirt propose di sospendere l'incontro alla fine dell'undicesimo round per le condizioni in cui gravava il pugile. Stremato per i colpi che aveva ricevuto, Dadašev si accasciò sul ring e a stento riusciva a tenersi in piedi e a parlare. Venne dunque controllato da diversi medici e trasportato all'ospedale di Cheverly, nel Maryland, dove venne ricoverato per un'emorragia cerebrale e sottoposto in coma farmacologico per essere operato d'urgenza. Le sue condizioni fisiche peggiorarono drasticamente e morì per scompenso cardiaco il 23 luglio a soli 28 anni, lasciando la moglie e un figlio.